# Peromyscus californicus
Peromyscus californicus là một loài động vật có vú trong họ Cricetidae, bộ Gặm nhấm. Loài này được Gambel mô tả năm 1848.